# Joey Image
Joey Image, nome d'arte di Joey Poole (Weehawken, 5 marzo 1957 – 1º giugno 2020), è stato un batterista statunitense, per anni componente del gruppo horror punk Misfits.

## Biografia
Fu batterista coi Misfits nelle sessioni del 1979 di Horror Business e Night of the Living Dead. Lasciò il gruppo nel dicembre 1979 dopo il fallimentare tour in Inghilterra con i The Damned. Dopo i Misfits, diventò batterista per la band The Whorelords. Passò gran parte della vita a New York e successivamente in Florida. Suonò anche nelle formazioni Human Buffet, The Mary Tyler Whores, The Strap-Ons, The Bell Ringers, The Hollywood 77's, The Undead. Dal 2007 visse a Los Angeles.

## Discografia con i Misfits
- Horror Business (1979) - EP
- Night of the Living Dead (1979) - singolo